# Domeček pro panenky
Drama Domeček pro panenky (v originálu Et Dukkehjem, ve starších překladech Domov loutek), často také uváděné pod názvem Nora podle hlavní hrdinky, je pokládáno za přelomové dílo Henrika Ibsena. Hra byla napsána v roce 1879 a byla vydána v prosinci téhož roku ve vydavatelství F. Hegel&Sön v počtu 8 000 výtisků. Poprvé ji uvedlo Královské divadlo v Kodani 21. prosince 1879. Drama má osm postav. Hlavními postavami jsou, kromě Nory, její manžel Torvald Helmer, doktor Rank, Nils Krogstad a Kristina Lindová. Hra se skládá ze tří dějství a odehrává se během vánočních svátků v bytě Helmerových.

## Děj

### První dějství
Po úvodním dialogu Nory a jejího manžela, který se týká finanční situace před Vánocemi v podobě milostného laškování, přichází Nořina dávná přítelkyně Kristina Lindová, s níž se Nora neviděla skoro deset let. Od Nory se dozvíme, že její manžel se právě stal ředitelem Akciové banky. Nora se zároveň svěří Kristině, že díky penězům, které opatřila, dokázala zachránit ohrožené zdraví svého manžela, na což je velmi pyšná. Před Torvaldem se jí ale vše podařilo utajit. Přichází Helmer a domlouvá se s Kristinou, že ji zaměstná.
Později se u nich na návštěvě objevuje také Nils Krogstad, který přichází Noru žádat, aby se za něho přimluvila u svého manžela, protože mu z jeho strany hrozí výpověď vzhledem k jeho pochybné minulosti. Nora dluží Krogstadovi peníze, které si od něj vypůjčila. Krogstad ovšem navíc ví, že Nora zfalšovala podpis svého otce pod dlužním úpisem, a hodlá ji vydírat. Po Krogstadově odchodu se Nora pokusí přesvědčit manžela, aby Krogstada nevyhazoval, ten jí ale vysvětlí, že tak nečestný člověk nemůže zůstat zaměstnaný v Akciové bance.

### Druhé dějství
Nořina snaha ještě manžela přesvědčit, aby Krogstada z banky nevyhazoval, se míjí účinkem. Helmer už Krogstadovi poslal výpověď. Doktor Rank, který posléze přichází, se Noře svěřuje se svými zdravotními potížemi. Naznačuje jí, že brzy zemře. Později přichází Krogstad a žádá Noru, aby zařídila, že získá v bance vyšší pracovní pozici, než měl dosud. Vyhrožuje, že jinak předá Helmerovi dopis, ve kterém je popsán Nořin poklesek. Nora Krogstada odmítá. Ten po chvíli odchází a vhazuje dopis do schránky na chodbě. Nora probere situaci s Kristinou. Kristina se nabídne, že se Krogstada pokusí přesvědčit, aby vzal svůj dopis zpět.

### Třetí dějství
Začíná dialogem Krogstada s Kristinou. Vyjde najevo, že se spolu znají, měli spolu dokonce poměr, který však Kristina ukončila, a nyní mu nabízí jeho obnovení. Jakmile Helmer otevře poštovní schránku, nalezne tam kromě dopisu i vizitku doktora Ranka s černým křížem. Hned poté otevře dopis od Krogstada, Nora chce odejít, ale Helmer zamkne dveře. Obviní Noru, že ho chtěla zničit. Vzápětí přináší služebná další dopis – v něm se Krogstad Helmerovým omlouvá a zasílá Nořin dlužní úpis. Helmer si oddychne a je ochoten na všechno zapomenout. Nora si však s Torvaldem poprvé vážně promluví a vysvětlí mu, že jejich manželství nikdy nebylo plnohodnotným vztahem. Prohlásí, že musí odejít, aby se mohla vychovat. Drama končí Nořiným odchodem.
Ibsen se ve hře kriticky dotýká společenského postavení ženy, která je muži podřízena jak ekonomicky, tak na základě zákonů a konvencí vytvořených muži. Nora se kvůli tomu nemohla stát skutečným „člověkem“, protože byla donucena žít život manželky a matky, nikoliv svůj vlastní. Nořin odchod z domova je jedinou možností, jak může získat vlastní identitu.

## České překlady
Hru do češtiny poprvé přeložila přes německý jazyk Eliška Pešková (manželka Pavla Švandy ze Semčic). V současné době existuje sedm překladů (od Elišky Peškové, Jakuba Arbese, Huga Kosterky, Bedřicha Šalouna, Karla Krause a Jana Raka, Jiřího Dalíka a Lubo Mauera, Františka Fröhlicha). Drama u nás bylo poprvé uvedeno Divadelní společností Pavla Švandy ze Semčic v Prozatímním divadle v Brně v roce 1887 pod názvem Vánoce.

## Česká uvedení
Seznam divadelních adaptací v Česku:
- Prozatímní divadlo v Brně (Divadelní společnost Pavla Švandy ze Semčic), režie Pavel Švanda ze Semčic, premiéra 25. prosince 1887
- Národní divadlo, režie František Kolár, premiéra 3. května 1889
- Národní divadlo, režie Jaroslav Kvapil, premiéra 7. října 1901
- Národní divadlo v Brně, režie František Lacina, premiéra 27. ledna 1902
- Národní divadlo v Brně, režie Antoš J. Frýda, premiéra 18. listopadu 1908
- Národní divadlo v Brně, režie Karel Jičínský, premiéra 2. listopadu 1912
- Národní divadlo, režie Jaroslav Hurt, Václav Vydra st., premiéra 5. května 1919
- České divadlo v Olomouci, režie Jiří Myron, premiéra 28. října 1921
- Městské divadlo v Táboře, režie Stanislav Dvořák, premiéra 18. prosince 1924
- Národní divadlo, režie Milan Svoboda, premiéra 14. dubna 1928
- Umělecká beseda na Malé straně, režie František Lacina, premiéra 11. března 1936
- České divadlo v Olomouci, režie O. Linhart, premiéra 10. září 1940
- Pražské divadlo Na Poříčí, režie František Salzer, premiéra 12. května 1944
- Svobodné divadlo Brno, režie Miroslav Zejda, premiéra 3. ledna 1946
- Divadlo pracujících Most, režie Lubomír Poživil, premiéra 15. března 1953
- Ústřední divadlo československé armády, režie Jan Strejček, premiéra 12. října 1954
- Městské oblastní divadlo Kolín, režie Jiří Budínský, premiéra 13. listopadu 1954
- Městské divadlo v Mladé Boleslavi, režie J. Berger, premiéra 23. ledna 1955
- Státní divadlo Brno, režie Miroslav Zejda, premiéra 28. října 1955
- Státní divadlo v Ostravě, režie Miloš Hynšt, premiéra 3. prosince 1955
- Krajské oblastní divadlo Karlovy Vary, režie Václav Hartl, premiéra 21. ledna 1956
- Městské divadlo Kladno, režie Karel Lhota, premiéra 27. září 1957
- Divadlo Františka Xavera Šaldy, režie Jaromír Staněk, premiéra 12. dubna 1958
- Beskydské divadlo Nový Jičín, režie Vladimír Semerád, premiéra 18. března 1961
- Východočeské divadlo Pardubice, režie Jiří Dalík, premiéra 26. června 1965
- Národní divadlo, režie Václav Špidla, premiéra 8. června 1967
- Západočeské divadlo v Chebu, režie Jiří Budínský, premiéra 6. února 1971
- Divadlo Na Zábradlí, režie Juraj Herz, premiéra 21. března 1973
- Divadlo na Vinohradech, režie Jiří Dalík, premiéra 22. listopadu 1975
- Krajské divadlo Kolín, režie Jan Schmidt, premiéra 30. dubna 1976
- Slezské divadlo Opava, režie Jaromír Staněk, premiéra 19. dubna 1998
- Divadlo Rokoko, režie Jana Kališová, premiéra 17. května 1999
- Divadlo v 7 a půl, režie J. A. Pitínský, premiéra 14. února 2004
- Divadlo Šumperk, režie Ondřej Elbel, premiéra 9. března 2011
- Divadlo D21, režie Tereza Karpianus, premiéra 18. prosince 2012
- Slovácké divadlo, režie Martin Františák, premiéra 16. března 2013
- Divadlo pod Palmovkou, režie Jan Nebeský, premiéra 16. prosince 2016

Samotná hra také inspirovala další tvůrce. Vzniklo několik dramat sledujících další Nořiny osudy. Nejznámější je hra rakouské autorky Elfriede Jelinekové Co se stalo, když Nora opustila manžela aneb opory společnosti (Was geschah, nachdem Nora ihren Mann verlassen hatte; oder Stützen der Gesellschaften, 1977). Český překlad Jitky Ježkové je z roku 1993.